# The Rutles 2: Can't Buy Me Lunch
The Rutles 2: Can't Buy Me Lunch is een Britse mockumentary uit 2002, geschreven, geregisseerd en deels geproduceerd door Eric Idle. Idle vertolkt tevens een van de hoofdrollen in de mockumentary.
De mockumentary is een moderne hervertelling van de mockumentary All You Need Is Cash uit 1978.

## Verhaal
23 jaar na zijn originele documentaire over The Rutles gaat Melvin Hall (Eric Idle) opnieuw bij enkele artiesten, acteurs en muzikanten langs voor vraaggesprekken over deze band. Hij komt echter voortdurend op de verkeerde plekken en zelfs in de verkeerde landen terecht.
De plot is grotendeels gelijk aan de film uit 1978, maar met een nieuwe introductie en einde.

## Rolverdeling
- Eric Idle als verteller / Dirk McQuickly / Lady Beth Mouse-Peddler
- Neil Innes als Ron Nasty
- Ricky Fataar als Stig O'Hara
- John Halsey als Barry Wom
- David Bowie als zichzelf
- Billy Connolly als zichzelf
- Carrie Fisher als zichzelf
- Jewel Kilcher als zichzelf
- Steve Martin als zichzelf
- Mike Nichols als zichzelf
- Conan O'Brien als zichzelf
- Salman Rushdie als zichzelf
- Garry Shandling als zichzelf
- Robin Williams als Hans Hänkie
- Clint Black als zichzelf
- Jimmy Fallon als verslaggever
- Tom Hanks als zichzelf
- Bill Murray als Bill Murray "The K" (archiefmateriaal)
- Graham Nash als zichzelf
- Kevin Nealon als Kevin Wongle
- Catherine O'Hara als Astro Glide
- Jim Piddock als Troy Nixon
- Bonnie Raitt als zichzelf
- David A. Stewart als zichzelf

## Achtergrond
De film werd reeds in 2002 gemaakt door Eric Idle, maar de uitgave werd een paar maal uitgesteld. De film is inmiddels beschikbaar in de Verenigde Staten, maar nog niet in het Verenigd Koninkrijk.
The Rutles 2: Can't Buy Me Lunch werd minder goed ontvangen dan zijn voorganger. Een veel gehoord punt van kritiek was dat ze te veel leek op de vorige film, en eigenlijk maar weinig toevoegde, behalve een hoop cameo's van beroemdheden en Idles eigen nieuwe intermezzo's. Idle is ook de enige Rutle die aan het project meewerkte. Fataar, Halsey en Innes werden niet uitgenodigd. Dit verklaart ook waarom er geen nieuw beeldmateriaal rond The Rutles te zien is. Alle beelden zijn verder archieffragmenten en ongebruikte scènes uit All You Need Is Cash. 